# 王闓運

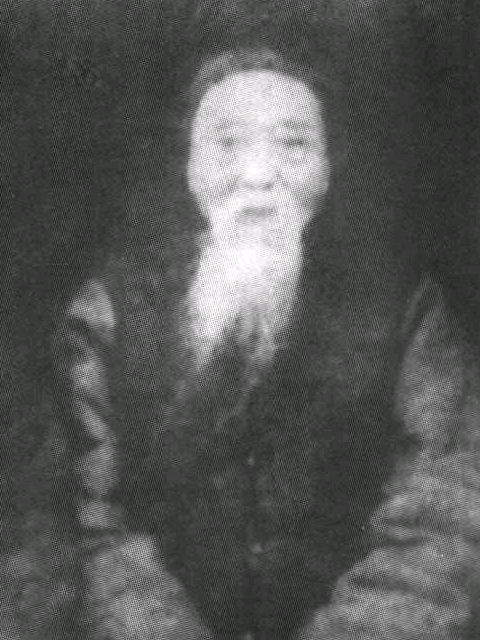
王闓運

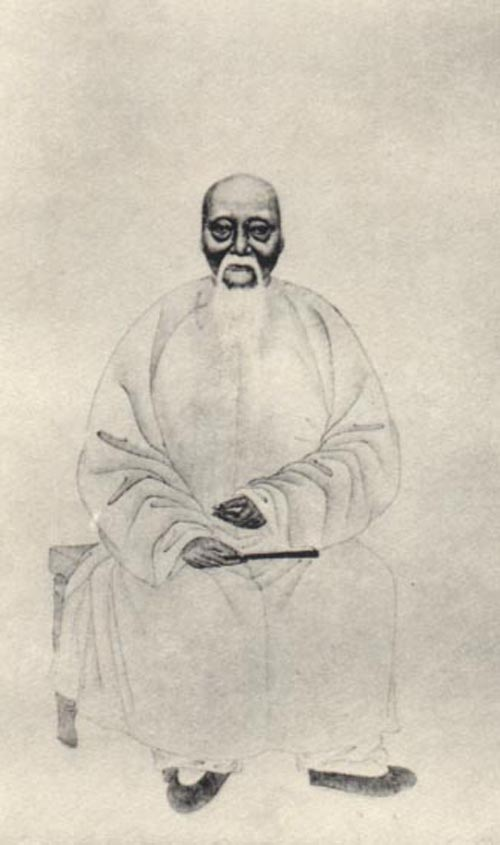
王闓運の肖像（『清代学者象伝』）

王 闓運（おう がいうん、Wang Kaiyun、1833年 - 1916年）。字は壬秋または壬父、号は湘綺。清末から中華民国にかけての儒学者。

## 生涯
湖南省長沙生まれ。幼時から好学で知られ、経学・史学・諸子百家の学問に通じていた。挙人出身で、太平天国の乱の際には湘軍を率いる曽国藩の幕僚となったが、後に意見が合わず辞職している。その後四川総督丁宝楨の招聘を受け、成都の尊経書院で教鞭をとった。湖南省に戻った後は長沙の思賢講舎と衡陽の船山書院を主宰した。1902年、南昌高等学堂に招かれたがすぐに辞職して、湖南省に戻り湘綺楼で講義の生活を送った。1906年、翰林院検討の地位を特別に与えられた。1913年、袁世凱によって国史館館長に任命され、参議院参政を兼ねた。
門人は非常に多く、著名な弟子に楊度・夏寿田・廖平・楊鋭・劉光第・斉白石・張晃・楊庄などがいる。

## 著作
王闓運は経世致用を主張し、公羊学派の長老であった。著作には『湘綺楼詩集』『湘綺楼文集』『湘綺楼箋啓』『八代詩選』『唐七言詩選』『楚辞注』『尚書義』『尚書大伝』『詩経補箋』『礼記箋』『春秋公羊伝箋』『穀梁伝箋』『周易説』『周官箋』『論語注』『爾雅集解』などがある。後に経学の著作と詩文は『湘綺楼全書』としてまとめられた。近年になって岳麓書社から『湘綺楼詩文集』と『湘綺楼日記』が刊行された。
『湘軍志』で湘軍の歴史をまとめているが、曽国荃によって湘軍と曽国藩を軽んじるものとして版木を破壊された。これは後に尊経書院の学生によって復刻された。